# Red Bull RB15
Red Bull RB15 — гоночный автомобиль, построенный австрийской командой Red Bull Racing для участия в чемпионате мира 2019 года. В первой половине сезона болидом управляли Макс Ферстаппен и Пьер Гасли. Пьер выступал до Гран-при Венгрии, а потом его с Гран-при Бельгии заменил Александр Албон.
Переход на двигатели Honda оправдал надежды команды и японских мотористов. Первый подиум в сезоне был одержан на первом этапе в Австралии, первая победа — на Гран-при Австрии, а первый поул завоевал Макс Ферстаппен на Хунгароринге.
Болид показали 13 февраля на сайте команды, а затем провели обкатку в Сильверстоуне.

## Сезон 2019

### Участие в гонках
Сезон для команды начался с 3-го места Макса Ферстаппена в Австралии, также это первый подиум для двигателей Honda с Гран-при Великобритании 2008 года. Пьер Гасли в той гонке не набрал очков, уступив на финише россиянину Даниилу Квяту, а в Бахрейне финишировал хуже прошлогоднего результата, когда он был четвёртым на болиде Toro Rosso. Первую победу одержал Ферстаппен на Гран-при Австрии. Пьера за низкие результаты после этапа в Венгрии перевели в младшую команду, а оттуда на его место пришёл Александр Албон. По итогам чемпионата Макс Ферстаппен занял третье место, Александр Албон — восьмое, а Пьер Гасли — седьмое.

## Результаты выступлений в Формуле-1
| Легенда к таблице |                                                                    |
| --- | ------------------------------------------------------------------ |
| В таблице перечислены результаты всех Гран-при Формулы-1, в которых использовался автомобиль. Строками таблицы являются сезоны, столбцами — этапы чемпионата мира. В каждой клетке указаны сокращённое название этапа и результат, дополнительно обозначенный цветом. Расшифровка обозначений и цветов представлена в нижеследующей таблице. |                                                                    |
| \| Пример \| Описание \| \| ------------ \| ------------------------------------------------------------------ \| \| 1 \| Победитель \| \| 2 \| Второе место \| \| 3 \| Третье место \| \| 5 \| Финишировал, заработав очки \| \| Сход \| Не финишировал, но при этом заработал очки \| \| 12 \| Финишировал, не получив очков \| \| НКЛ \| Финишировал, но не попал в финальную классификацию \| \| 15 \| Участвовал вне зачёта, либо по отдельной классификации \| \| 18 \| Не финишировал, но попал в финальную классификацию \| \| Сход \| Не финишировал \| \| НКВ \| Не прошёл квалификацию \| \| НПКВ \| Не прошёл предквалификацию \| \| ДСК \| Дисквалифицирован \| \| ИСК \| Исключён из протокола соревнований \| \| ТТ \| Заявлен для участия только в тренировках \| \| НС \| Участвовал в квалификации, но не стартовал в гонке \| \| Т \| Травмирован или болен \| \| ОТК \| Отказ от участия \| \| НТР \| Прибыл на соревнования, но на трассу не выезжал \| \| НПР \| Был заявлен в числе участников, но не прибыл к началу соревнований \| \| О \| Соревнования отменены \| \| \| Не участвовал \| \| Поул-позиция \| \| \| Быстрый круг \| \| |                                                                    |
| Пример | Описание                                                           |
| 1 | Победитель                                                         |
| 2 | Второе место                                                       |
| 3 | Третье место                                                       |
| 5 | Финишировал, заработав очки                                        |
| Сход | Не финишировал, но при этом заработал очки                         |
| 12 | Финишировал, не получив очков                                      |
| НКЛ | Финишировал, но не попал в финальную классификацию                 |
| 15 | Участвовал вне зачёта, либо по отдельной классификации             |
| 18 | Не финишировал, но попал в финальную классификацию                 |
| Сход | Не финишировал                                                     |
| НКВ | Не прошёл квалификацию                                             |
| НПКВ | Не прошёл предквалификацию                                         |
| ДСК | Дисквалифицирован                                                  |
| ИСК | Исключён из протокола соревнований                                 |
| ТТ | Заявлен для участия только в тренировках                           |
| НС | Участвовал в квалификации, но не стартовал в гонке                 |
| Т | Травмирован или болен                                              |
| ОТК | Отказ от участия                                                   |
| НТР | Прибыл на соревнования, но на трассу не выезжал                    |
| НПР | Был заявлен в числе участников, но не прибыл к началу соревнований |
| О | Соревнования отменены                                              |
| | Не участвовал                                                      |
| Поул-позиция |                                                                    |
| Быстрый круг |                                                                    |

| Сезон | Шасси         | Двигатель                          | Ш | Гонщики         | 1   | 2   | 3   | 4    | 5   | 6   | 7   | 8   | 9   | 10  | 11  | 12  | 13   | 14  | 15  | 16  | 17   | 18  | 19  | 20  | 21  | Место | Очки |
| ----- | ------------- | ---------------------------------- | - | --------------- | --- | --- | --- | ---- | --- | --- | --- | --- | --- | --- | --- | --- | ---- | --- | --- | --- | ---- | --- | --- | --- | --- | ----- | ---- |
| 2019  | Red Bull RB15 | TAG Heuer (Honda R.A.619H) 1,6 V6T | P |                 | АВС | БАХ | КИТ | АЗЕ  | ИСП | МОН | КАН | ФРА | АВТ | ВЕЛ | ГЕР | ВЕН | БЕЛ  | ИТА | СИН | РОС | ЯПО  | МЕК | США | БРА | АБУ | 3     | 417  |
| 2019  | Red Bull RB15 | TAG Heuer (Honda R.A.619H) 1,6 V6T | P | Макс Ферстаппен | 3   | 4   | 4   | 4    | 3   | 4   | 5   | 4   | 1   | 5   | 1   | 2   | Сход | 8   | 3   | 4   | Сход | 6   | 3   | 1   | 2   | 3     | 417  |
| 2019  | Red Bull RB15 | TAG Heuer (Honda R.A.619H) 1,6 V6T | P | Пьер Гасли      | 11  | 8   | 6   | Сход | 6   | 5   | 8   | 10  | 7   | 4   | 14  | 6   |      |     |     |     |      |     |     |     |     | 3     | 417  |
| 2019  | Red Bull RB15 | TAG Heuer (Honda R.A.619H) 1,6 V6T | P | Александр Албон |     |     |     |      |     |     |     |     |     |     |     |     | 5    | 6   | 6   | 5   | 4    | 5   | 5   | 14  | 6   | 3     | 417  |